# هيلدا بورجستروم
هيلدا بورجستروم (بالسويدية: Hilda Borgström)‏ هي ممثلة سويدية، ولدت في 13 أكتوبر 1871 بستوكهولم في السويد، وتوفيت بنفس المكان في 2 يناير 1953. من الجوائز التي نالتها ميدالية الآداب والفنون ‏ سنة 1906.

## جوائز
- ميدالية الآداب والفنون [الإنجليزية]‏ (1906)

## وصلات خارجية
- هيلدا بورجستروم على موقع IMDb (الإنجليزية)
- هيلدا بورجستروم على موقع ألو سيني (الفرنسية)
- هيلدا بورجستروم على موقع ميوزك برينز (الإنجليزية)
- هيلدا بورجستروم على موقع أول موفي (الإنجليزية)
- هيلدا بورجستروم على موقع قاعدة بيانات الأفلام السويدية (السويدية)
- هيلدا بورجستروم على موقع قاعدة بيانات الفيلم (الإنجليزية)
- هيلدا بورجستروم على موقع كينوبويسك (الروسية)